# Joe Meek
Joe Meek (Robert George Meek, * 5. April 1929 in Newent, Gloucestershire; † 3. Februar 1967 in Islington) war ein britischer Musikproduzent, Songwriter (insbesondere als  Robert Duke) und Inhaber einer Plattenfirma. Weitere Pseudonyme waren Dandy Ward, J. Francis, Peter Jacobs und Robert Baker.

## Leben
Joe Meek zeigte schon als Kind ein frühes Interesse an Technik. Schon während seiner Schulzeit ging er nach dem Unterricht einer Tätigkeit in einem Elektrogeschäft nach. Joe Meek begann im Jahre 1948 als Radartechniker bei der RAF. Dort erweiterte er seine Kenntnisse, die ihn anschließend befähigten, einen eigenen Fernseher und ein Tonbandgerät zu bauen. Das Tonbandgerät benutzte er für Aufnahmeexperimente. Er arbeitete als Fernsehtechniker, bevor er 1954 eine erste Anstellung als Toningenieur bei der International Broadcasting Corporation (IBC-Studios) bekam, die neben Popmusik auch viele Aufnahmen für das englische Programm von Radio Luxemburg produzierte. IBC war neben Star Sound das einzige unabhängige Tonstudio in London. Hier wurde er 1956 als Toningenieur für die Roadshow „People Are Funny“ von Radio Luxemburg eingesetzt und wurde bis zum leitenden Toningenieur befördert, obwohl er kein musikalisches Gehör besaß (er konnte Tonhöhen nicht einwandfrei voneinander unterscheiden). Als Toningenieur arbeitete er erstmals im September 1955 bei Gary Millers britischer Version von The Yellow Rose of Texas (Pye-Nixa N 15004). Sein erster Auftrag in der Rolle des für Balance zuständigen Toningenieurs unter Produzent Alyn Ainsworth (Orchesterleiter des nach ihm benannten Orchesters) war bei der orchestralen Pop-Kollektion Film Themes im Oktober 1955. Für den großen Star des US-Blues Big Bill Broonzy pegelte er It Feels So Good (LP Tribute To Big Bill) im Oktober 1955 ein. Im August 1956 war er Toningenieur bei Chris Barbers Jailhouse Blues (EP That Patterson Girl Vol. 2). Am 10. Oktober 1956 wurde für Chris Barber die LP Plays (Vol. 3) aufgenommen, auf der eine der frühen Fassungen von Petite fleur enthalten war. Joe Meek wird als Tontechniker, zuständig für die Balance, auf dem Cover der LP erwähnt. In dieser Funktion war er für viele Aufnahmen des britischen Trad-Jazz verantwortlich: Er machte Aufnahmen mit Chris Barber (LPs Chris Barber Special 1956, Jazz Parade Vol. I; 1958), Alex Welsh (Dixieland to Duke; 1957), Acker Bilk (Acker’s Way; 1959) und Terry Lightfoot (More Terry; 1959).

## Produzent

Humphrey Lyttelton – Bad Penny Blues

Den ersten Produzentenjob erhielt er für Humphrey Lytteltons Bad Penny Blues, der im Gegensatz zu allen anderen in den Abbey Road Studios aufgenommenen und von George Martin produzierten Titeln der Jazzband in den IBC-Studios entstand. Als offizieller Produzent fungierte Denis Preston, doch griff dieser nicht ein. Bei der Aufnahme am 20. April 1956 verstieß Meek gegen ziemlich alle konservativen Regeln der zeitgenössischen Aufnahmekunst, als er die Titel Bad Penny Blues / Close Your Eyes aufnahm. Er übersteuerte das mit Besen gespielte Schlagzeug, versah es mit Echo und ließ die linke Pianohälfte durch die Platzierung des Mikrophons verzerrt wiedergeben. Während konventionelle Jazzaufnahmen den Höreindruck vermittelten, dass man die Rhythmusgruppe eher fühlte als hörte, überbetonte Meek das Schlagzeug. Zudem komprimierte er die gesamte Aufnahme, wodurch die Bässe in die Klavier- und Trompetenparts übersprachen. Hierdurch wurde der Klang stärker verdichtet als bislang bei Jazzaufnahmen üblich. Der offizielle Produzent Preston meinte, dass der von Meek kreierte druckvolle Schlagzeugsound dazu beigetragen habe, dass der Bad Penny Blues die erste britische Jazzplatte war, die in die Top 20 mit einem Rang 19 kam. Es blieb Lytteltons einziger Hit und war gleichzeitig der erste Hitparadenerfolg Meeks als Produzent. Am 25. Januar 1957 wirkte Meek als Toningenieur bei der Produktion (Denis Preston) des Live-Auftritts von Lonnie Donegan mit, als dieser in der Conway Hall sein berühmtes Konzert gab (LP Donegan on Stage). Von den 15 Aufnahmen wurde der Titel Cumberland Gap am 24. Februar 1957 im Studio neu aufgenommen (ohne Meek) und im April 1957 als Single veröffentlicht, die die Spitzenposition der britischen Charts erreichte.

## Neues Tonstudio
Im September 1957 verlässt Meek die IBC und gründet im Dezember 1957 mit Denis Preston die Landsdowne Recording Studios, die er mit seinen technischen Fähigkeiten weitgehend selbst einrichtet. Hierzu gehört als Kern ein von ihm entworfenes 12-Kanal-Mischpult mit einem Equalizer auf jedem Kanal (damals einzigartig) sowie zwei von ihm installierte gebrauchte Stereo-Decks von EMI. Meek sorgte im Jahre 1959 im Studio für die Aufrüstung mit Stereotechnik. Eine Meek-Produktion aus den Landsdowne-Studios entwickelte sich zum mittleren Hit. Mike Prestons Mr. Blue kam im Oktober 1957 bis Rang zwölf hoch. Die Erfolge ermutigten Meek, brachten ihn jedoch in Konflikt mit Studioinhaber Preston, weil er sich negativ über die Produktionen seines Arbeitgebers Preston äußerte. Als die Konflikte zunahmen, feuerte Preston Joe Meek im November 1959.

## Eigenes Tonstudio
In einer Zeit, als EMI und Decca den britischen Plattenmarkt dominierten und Pye sich in Marktnischen behaupten musste, gründete Joe Meek mit Triumph Records eine unabhängige Plattenfirma. In William Barrington-Coupe fand er einen finanziellen Unterstützer, der ihm am 25. Februar 1960 zur Gründung verhalf. Triumph Records wurde offiziell am 31. März 1960 eingetragen, die erste Platte erschien als Triumph 1000 jedoch bereits im Februar 1960 von Peter Jay & Blue Men unter dem Titel Just Too Late / Friendship. Außer den Flee-Rekkers mit dem Titel Green Jeans (Triumph RGM 1008) mit einem Rang 23 und Michael Cox mit dem Titel Angela Jones (komponiert von John D. Loudermilk für Johnny Ferguson) mit einem Rang sieben (Triumph #1011; Mai 1960) in den britischen Charts konnte kein Titel von Triumph die Hitparade erreichen.

Peter Jay & Blue Men – Just Too Late
Michael Cox – Angela Jones
John Leyton – Johnny Remember Me
Tornados – Telstar

Am 12. September 1960 gründete Meek zusätzlich noch R.G.M. Sound Production in seiner Mietwohnung. Die Dachkammer im dritten Stock diente als Echokammer, die anderen Zimmer erfüllten mehrere Funktionen. Bei RGM setzte er ein gebrauchtes zweispuriges dänisches TR16-Tonbandgerät ein, bei dem Meek den Aufnahme- und Wiedergabekopf synchronisierte.
Um den Plattenkatalog von Triumph zu füllen, benötigte er Songmaterial, für das er Geoffrey „Geoff“ Goddard anheuerte, und einen Promoter, den er in einem jungen Robert Stigwood fand. Goddard teilte Meeks Vorlieben für Science Fiction, Horror und alles was mit dem Übernatürlichen zusammenhing. Außerdem waren beide fanatische Verehrer von Buddy Holly. Beide sorgten auf Anhieb für Erfolg: Stigwood entdeckte John Leyton, gut aussehend mit mäßiger Stimme, Goddard schrieb für ihn den Todessong Johnny, Remember Me. Stimmliche Unzulänglichkeiten von Leyton wurden durch Mehrfachhall und starke Übersteuerung kaschiert und sorgten mit einem schnellen Beat und starkem Overdubbing für die erste Nummer eins des Studios nach Veröffentlichung im Juli 1961. Für John Leyton wurde 1961 auch der Promotion-Film The Johnny Leyton Touch in den Pinewood Studios produziert.
Schon im Juni 1960 stieg Meek aus Triumph Records aus, im Oktober 1960 endet mit Triumph 1030 die kurzlebige Geschichte des Labels. Die großen Hits produzierte Meek in seinem mit gebrauchten Geräten ausgestatteten Tonstudio für andere Plattenlabels, insbesondere Decca, Pye oder Top Rank Records. So wurde der Instrumentaltitel Telstar, komponiert und produziert von Joe Meek für die Tornados, im August 1962 zeitgleich mit dem gleichnamigen TV-Satelliten berühmt und bei Decca zum knapp siebenfachen Millionenseller, Meeks erfolgreichster Hit als Komponist und Produzent. Hier hatte Meek massiv mit Hilfe seiner Produktionstechnik eingegriffen und Instrumente und Sound derart verfremdet, dass Decca sich zunächst geweigert hatte, den Song zu veröffentlichen. Er setzte Effekte wie Limiting und Kompression auf hohem Niveau ein, versah die Melodiegitarre mit starkem Echo und positionierte – wie bei seinen Produktionen allgemein üblich – die Mikrofone direkt an den Instrumenten („close miking“). Unzufrieden mit der Instrumentation der Tornados, setzte Meek melodietragend eine seltene Klavioline ein, die von Geoff Goddard gespielt wurde. Es handelte sich um ein batteriegetriebenes, einstimmiges Kleinkeyboard. Sein elektronischer Sound wurde durch mehrfaches Overdubbing verstärkt. Meek konnte den Erfolg des Hits nicht auskosten, denn bereits im März 1963 wurde er in Paris wegen angeblichen Plagiats verklagt. Er gewann den Prozess, weil lediglich vier Takte mit einer im Jahre 1960 entstandenen Filmmusik übereinstimmten.
Von Meeks Produktionen erreichte lediglich noch ein Titel den Status als Millionenseller, nämlich den ersten vom Autorenteam Ken Howard & Alan Blaikley verfassten Titel Have I the Right von den Honeycombs. Ebenfalls überproduziert, mit überlautem Fußtrampeln im hölzernen Treppenhaus versehen und mit fünf Mikrofonen eingefangen (es gibt Stimmen die behaupten, Vorbild wären die Dave Clark Five mit Bits and Pieces), wurde die Platte nach ihrer Veröffentlichung im Juni 1964 zum Tophit und verkaufte sich in England 250.000 Mal, weltweit insgesamt eine Million Mal. Es war der letzte Erfolg für Meek, denn mittlerweile hatten die Beatles, die Rolling Stones und andere britische Beatgruppen den Markt fest im Griff. Im gleichen Zeitraum produzierte Meek mehrere größtenteils selbstgeschriebene Singles für Glenda Collins.
Im gleichen Jahr zerbrach die Verbindung zu Goddard. Dieser unterlag in einem Gerichtsprozess, in dem Meek als Zeuge aussagen musste. Fortan zog sich Meek in seine Wohnung und sein Studio zurück. Zwar arbeitete er wie ein Besessener, brachte aber keine nennenswerten Erfolge mehr zustande. Im Jahr 1967 erschien die Steuerfahndung bei Meek und forderte in einem Ultimatum die Offenlegung der Geschäftsbücher. Dazu kam es nicht mehr. Am Todestag von Buddy Holly, dem 3. Februar, beging Meek in seinem Studio in der Holloway Road Suizid, nachdem er zunächst seine Vermieterin nach einem von ihm angezettelten Streit erschossen hatte.
Meek gilt als einer der Erfinder der modernen Studio- und Aufnahmeeffekte in Großbritannien. Er nutzte als erster die technischen Möglichkeiten, um Musiker einzeln und zeitversetzt aufnehmen zu lassen. Anschließend bearbeitete er das Material zur endgültigen Fassung nach – oft bis zur Überproduktion. Er setzte Geräusche als musikalisches Ausdrucksmittel ein und verfremdete den Klang der Instrumente. So schnitt er z. B. das vordere Fell der Bassdrum auf, legte Teppiche hinein und stellte ein Mikrofon davor, eine Verfahrensweise, die bald darauf allgemein zum Standard wurde. Er intensivierte Sound-Effekte wie Echo, Reverb und Kompressor, nahm den Wah-Wah-Effekt vorweg und experimentierte mit Geschwindigkeitsmanipulationen der Aufnahmen und mit Geräuschzuspielungen als Vorläufer der Sampling-Technologie.

## Tod
Meek glaubte, durch Tonbandstimmenaufnahmen mit Buddy Holly kommunizieren zu können und hielt oftmals Séancen an Hollys Grab. Nach Angaben von Patrick Pink, der Meek als Letzter lebend gesehen hatte, weckte Meek Pink am achten Jahrestag von Buddy Hollys Tod auf und sagte, er sei „bereit“. Meek verbrannte seine persönlichen Besitztümer und Dokumente. Pink holte eigenen Angaben zufolge die darunter wohnende Violet Shenton, die Vermieterin von Meeks Haus. Beim Versuch, Meek zu beruhigen, kam es zu einem Streit, in dessen Verlauf Meek mit einer Monate zuvor von Heinz Burt konfiszierten Schrotflinte Violet Shenton erschoss. Diese stürzte die Treppen hinab. Pink rief hinauf, dass Violet tot sei. Meek lud die Flinte nach und erschoss sich selbst. Zum Zeitpunkt der Tat litt Meek offenbar an Paranoia und Schlafmangel. Pink vermutet, dass Meek die Tötung Shentons nicht im Voraus geplant hatte.

## Statistik
Während seines kurzen Lebens hat Meek an beinahe 700 Aufnahmen mitgewirkt, 300 Platten veröffentlicht, von denen insgesamt 45 in die britischen Top50-Charts gelangten, 25 Singles hatten sich in den britischen Top 40 platzieren können. Allein 1963 standen 14 Meek-Platten in den Charts, darunter jedoch nur drei Tophits. Meek nutzte Soundeffekte, um seine Aufnahmen von den orthodoxen Platten der Konkurrenz besser unterscheidbar zu machen. Es entstanden hierdurch teilweise bizarre und manchmal surrealistische Produkte mit überzogener Sättigung, Limiting (Drosselung), Kompression oder Flanging. Meek war der erste in England, der Kompressoren eben nicht nur zur Kontrolle des Dynamikbereichs einsetzte, sondern um gepresste und verzerrte Effekte zu kreieren. Er drehte Limiter bis zum Maximum, um die intensivsten Tonniveaus auf Band zu bekommen und nutzte das natürliche Kompressionsverhalten von Tonbändern. Für Meek war der Sound genauso wichtig wie der Song selbst. „I hear a new world“ wurde aufgenommen in die legendäre Wire-Liste The Wire’s „100 Records That Set the World on Fire (While No One Was Listening)“.

## Nachleben
Meeks Leben und Wirken inspirierte zahlreiche Künstler zu Werken über seine Person.
Im Jahr 2005 feierte das Bühnenstück Telstar von Nick Moran und James Hicks seine Premiere am Cambridge Arts Theatre. Das Stück wurde später auch York, Darlington, Guildford, Eastbourne, Manchester und London auf die Bühne gebracht. Die Hauptrolle übernahm der Schauspieler Con O’Neill. Unter der Regie von Nick Moran entstand 2008 eine Filmadaption des Theaterstücks mit dem Titel Telstar: The Joe Meek Story, in der Con O’Neill erneut die Rolle des Meeks übernahm.
Howard S. Berger und Susan Stahman schufen 2013 den Dokumentarfilm A Life in the Death of Joe Meek, für den sie über 60 Familienmitglieder, Weggefährten, Freunde, Musiker und Geschäftspartner des Künstlers interviewten.

### Musikbeispiele
- John Leyton: Johnny Remember Me auf YouTube
- Mike Berry: Tribute to Buddy Holly auf YouTube
- The Tornados: Telstar auf YouTube
- Heinz: Just Like Eddie auf YouTube